# Fully Loaded (WWF)
Fully Loaded è stato un evento in pay-per-view di wrestling organizzato annualmente dalla World Wrestling Federation tra il 1998 e il 2000.
La prima edizione dell'evento risale al 1998, quando faceva parte della serie In Your House.
Nel 2001 il pay-per-view è stato rimosso dal calendario e sostituito da Invasion.

## Edizioni
| Edizione        | Data           | Città   | Sede                 | Main event                                       |
| --------------- | -------------- | ------- | -------------------- | ------------------------------------------------ |
| 1998 (Dettagli) | 26 luglio 1998 | Fresno  | Selland Arena        | Kane e Mankind vs. Steve Austin e The Undertaker |
| 1999 (Dettagli) | 25 luglio 1999 | Buffalo | Marine Midland Arena | Steve Austin vs. The Undertaker                  |
| 2000 (Dettagli) | 23 luglio 2000 | Dallas  | Reunion Arena        | Chris Benoit vs. The Rock                        |